# Venta por catálogo

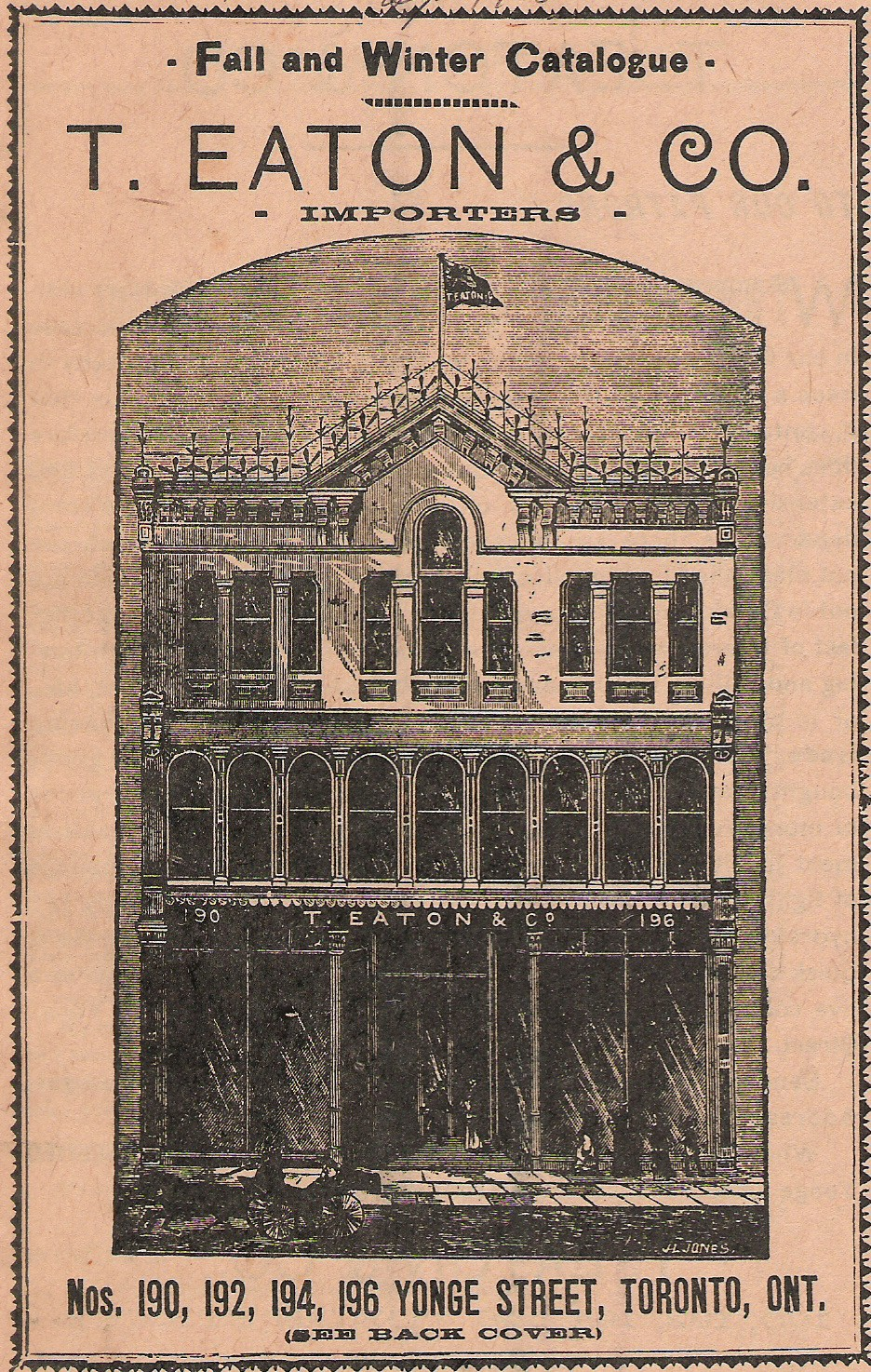
Portada del primer catálogo de Eaton's, publicado en 1884. Dicho catálogo continuó publicándose hasta 1976.

La venta por catálogo es un sistema de distribución comercial para vender, de forma inmediata, productos o servicios, utilizando métodos de envío como el correo ordinario o las agencias de transporte, habiendo visto previamente el comprador los productos a través del catálogo. La venta por catálogo usa las herramientas del marketing directo, que forma el conjunto de actividades por las que el vendedor efectúa la transferencia de bienes y servicios al comprador, dirigiendo sus esfuerzos a un mercado potencial cualificado, utilizando los mejores medios, con el objetivo de solicitar una respuesta por teléfono, Internet, correo ordinario o una visita personal de un cliente actual o potencial.
En el concepto de venta por catálogo sobresalen tres características importantes y diferenciadoras:
1. Constituye una alternativa a los métodos de venta tradicionales, al canal de distribución de mayoristas y minoristas.
2. Utiliza medios como el teléfono, Internet, correo ordinario o visitas personales para la captación del cliente, la promoción y el envío de los productos.
3. El cliente realiza la compra habiendo visto previamente los productos solicitados a través del catálogo del proveedor.

## Historia en los Estados Unidos

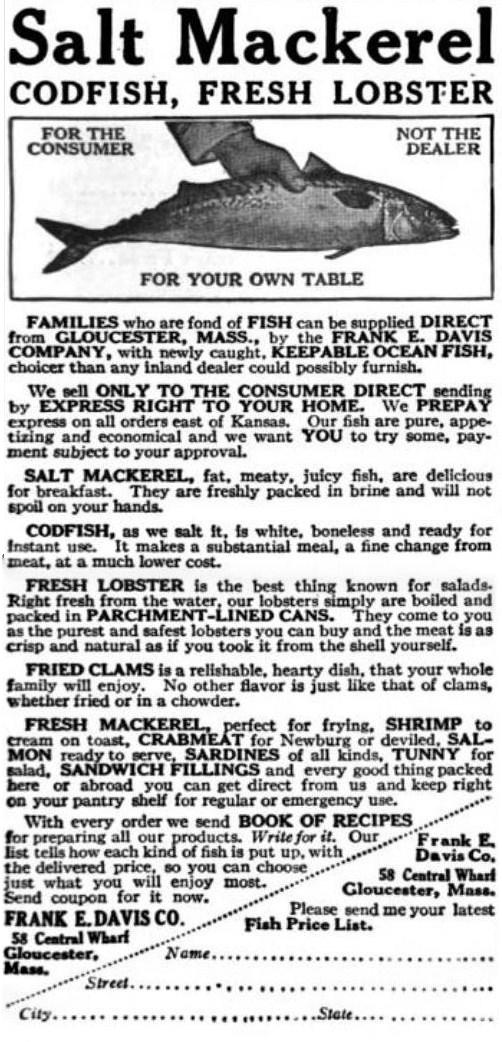
Aviso publicitario estadounidense de 1916 que ofrece el envío por correo de pescados y alimentos marinos.

De acuerdo a la National Mail Order Association (NMOA.org), se cree que Benjamin Franklin fue el primer creador de catálogos en los Estados Unidos. En 1744, él creó el concepto básico de venta por correspondencia cuando creó el primer catálogo, en el cual vendía libros científicos y académicos.
El negocio de venta por correspondencia más antiguo que aún exista es Hammacher Schlemmer, fundada por Alfred Hammacher en Nueva York en 1848. Su primer catálogo fue publicado en 1881, y ofrece herramientas mecánicas y herramientas para construcción.
En 1872, Aaron Montgomery Ward produjo el primer catálogo para su tienda de venta por correspondencia, Montgomery Ward. Su primer catálogo era una sola hoja de papel con una lista de precios, que mostraba las mercaderías a la venta y las instrucciones de pedido. Luego de dos décadas, su lista de productos de una página creció a un libro ilustrado de 540 páginas que vendía alrededor de 20.000 productos. Casi una década después, el primer catálogo de Sears fue publicado en los Estados Unidos. CENCO dominó el campo de la venta de equipamiento científico educativo a través de su catálogo.
Otros catálogos de venta por correspondencia pertenecen a JC Penney, The Noble Collection, Spiegel, y Welco.

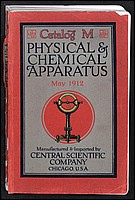
Portada de un catálogo de venta de equipamiento científico.

Con el desarrollo de Internet, los sitios web de las empresas se convirtieron en el modo más usado para realizar compras. Los altos costos del papel, la impresión y el envío postal han causado que algunos catálogos tradicionales, como el de la tienda departamental Bloomingdale's, hayan suspendido su impresión para enfocarse en las ventas por internet.
A continuación se presentan los años en que fueron fundados algunos de los principales catálogos de venta por correspondencia:
- Montgomery Ward: 1872 (Estados Unidos)
- Hammacher Schlemmer: 1881 (Estados Unidos)
- Eaton's: 1884 (Canadá)
- Sears: 1893 (Estados Unidos)
- Universal Stores: 1900 (Reino Unido)
- Freemans: 1905 (Reino Unido)
- Empire: 1907 (Reino Unido)
- Grattan: 1912 (Reino Unido)
- L.L.Bean: 1912 (Estados Unidos)
- Eddie Bauer: 1920 (Estados Unidos)
- La Redoute: 1922 (Francia)
- Littlewoods: 1932 (Reino Unido)
- Miles Kimball: 1935 (Estados Unidos)
- Vermont Country Store: 1945 (Estados Unidos)
- Tupperware: 1946 (Estados Unidos)
- Walter Drake: 1947 (Estados Unidos)
- Cohasset Colonials: 1949 (Estados Unidos)
- Lillian Vernon: 1951 (Estados Unidos)
- Taylor Gifts: 1952 (Estados Unidos)
- Harriet Carter: 1958 (Estados Unidos)
- Otto: 1959 (Alemania)
- Studio Cards (también conocido como 24Studio): 1962 (Reino Unido)
- Lands' End: 1963 (Estados Unidos)
- J. C. Penney: 1963 (Estados Unidos)
- Next: 1988 (Reino Unido).